# Cobubatha hirasa
Cobubatha hirasa är en fjärilsart som beskrevs av Druce 1889. Cobubatha hirasa ingår i släktet Cobubatha och familjen nattflyn. Inga underarter finns listade i Catalogue of Life.